# Reo Brothers

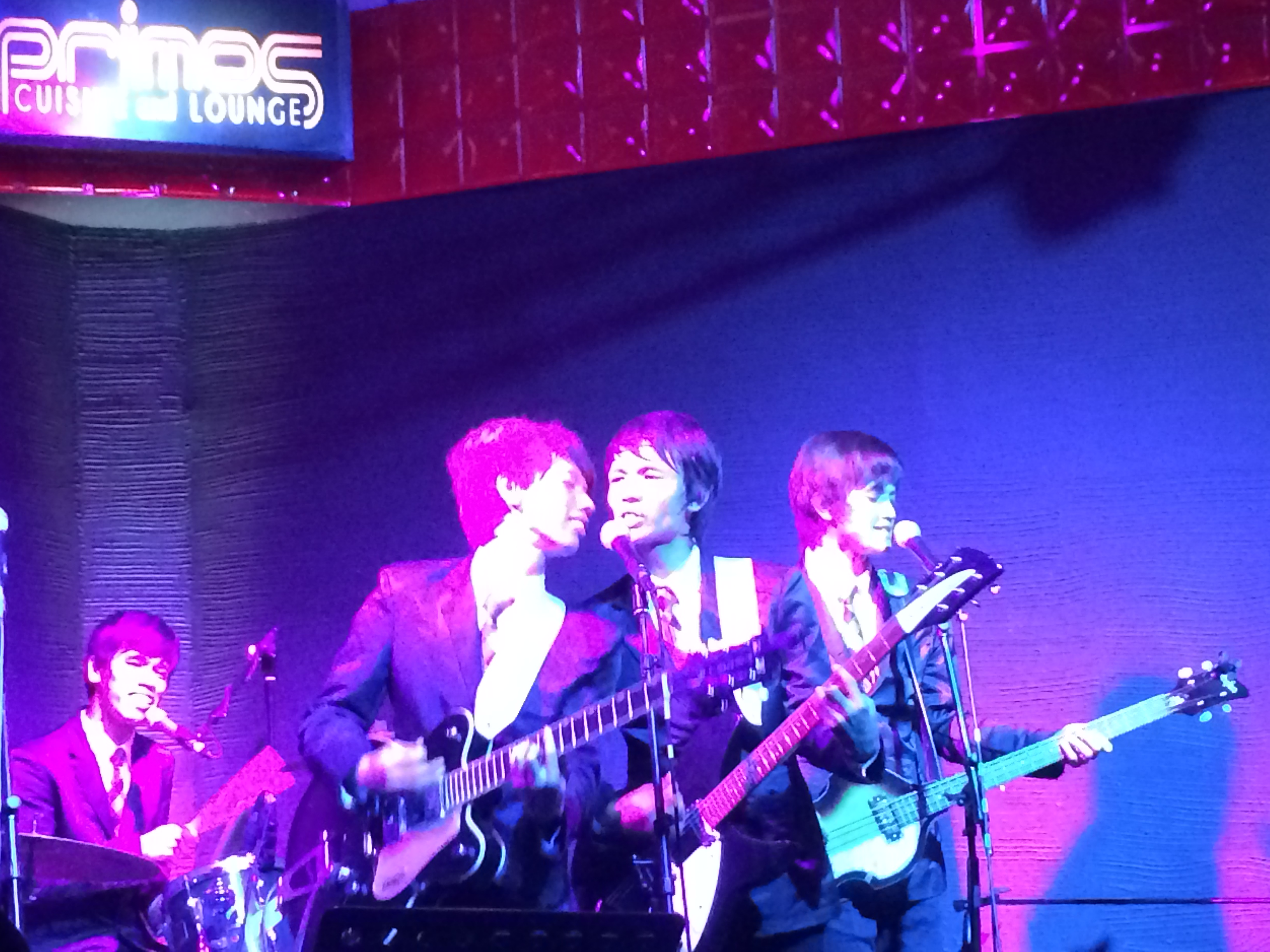
Reo Brothers tocando en 2014.

Reo Brothers (Reo hermanos) es una banda musical de género disco, soft rock, pop y  R&B, integrada por cuatro hermanos de la familia Otic, la banda se formó en Tacloban en el 2009. Ellos interpretan temas musicales inspirados en las décadas de los años 1950 hasta los 1970, al estilo de The Beatles, The Beach Boys, Dave Clark Five, Bee Gees, Gary Lewis & the Playboys, The Lettermen, America (band), The Ventures, VST & Co. y entre otras bandas y artistas prominentes de aquellas época. La banda se hizo popular después de realizar un Especial de Navidad por la red televisiva de ABS-CBN en el 2013, que fue organizado en el Coliseo Araneta. Ofrecieron un concierto junto con otras cien estrellas y celebridades de Filipinas, pero Reo Brothers fue una de las bandas que llamó la atención del público con su única ovación.

## Integrantes
- Reno Evasco Otic

- Nacido el 25 de septiembre de 1989 
- Ronjoseph Evasco Otic

- Nacido el 20 de febrero de 1992 
- Raymart Evasco Otic

- Nacido el 27 de febrero de 1994 
- Ralph Evasco Otic

- Nacido el 18 de noviembre de 1996

## Discografía

### Studio albums
| Artista      | Álbum                        | Pistas                                                                          | Año  | Etiqueta     |
| ------------ | ---------------------------- | ------------------------------------------------------------------------------- | ---- | ------------ |
| Reo Brothers | The Reo Brothers of Tacloban | Manila Awitin Mo, Isasayaw Ko Titser's Enemy #1 Pinoy Ako Ako'y Tinamaan Bakit? | 2015 | Star Records |

## TV / Noticias / Documental Apariencia
| Televisión              | Televisión                                  | Televisión                                 | Televisión |
| ----------------------- | ------------------------------------------- | ------------------------------------------ | ---------- |
| Fecha                   | Espectáculo                                 | Canal                                      |            |
| 2012                    | Ang Pamilyang May K, OK                     | PRTV, IBC 6, AAC 24, CCTN, CAT8            |            |
| July 2013               | Ang Pamilyang May K, OK                     | PRTV, IBC 6, AAC 24, CCTN, CAT8            |            |
| 10 de diciembre de 2013 | Umagang Kay Ganda                           | ABS-CBN                                    |            |
| December 14–15, 2013    | ABS-CBN Christmas Special 2013              | ABS-CBN                                    |            |
| 25 de diciembre de 2013 | It's Showtime (variety show)                | ABS-CBN                                    |            |
| 31 de enero de 2014     | Banana Nite                                 | ABS-CBN                                    |            |
| 12 de febrero de 2014   | Bandila (TV program)                        | ABS-CBN                                    |            |
| 25 de febrero de 2014   | Unang Hirit                                 | GMA Network                                |            |
| 2 de marzo de 2014      | Balitanghali                                | GMA Network                                |            |
| 3 de marzo de 2014      | News to Go                                  | GMA Network                                |            |
| 10 de marzo de 2014     | Coconuts Sessions: The Reo Brothers Band    | Coconuts TV (YouTube Channel)              |            |
| 11 de marzo de 2014     | TV Patrol                                   | ABS-CBN                                    |            |
| 14 de marzo de 2014     | Kababayan Today L.A.                        | KSCI                                       |            |
| 20 de abril de 2014     | Rated K                                     | ABS-CBN                                    |            |
| 27 de abril de 2014     | Pinoy Big Brother                           | ABS-CBN                                    |            |
| 27 de abril de 2014     | Citizen Pinoy                               | The Filipino Channel, ABS-CBN News Channel |            |
| 14 de junio de 2014     | Gawad Geny Lopez Jr. Bayaning Pilipino 2014 | ABS-CBN                                    |            |
| 13 de julio de 2014     | Daniel Padilla 'DOS' on Sunday's Best       | ABS-CBN                                    |            |
| 4 de agosto de 2014     | Bandila (TV program)                        | ABS-CBN                                    |            |